# Клешненосные ослики
Клешненосные ослики, или танаида́цеи (лат. Tanaidacea), — отряд высших раков, находящийся в близком родстве с отрядом равноногих. Всего известны около 940 видов и 224 родов, живущих как правило в грунте прибрежных участков моря. Некоторые представители отряда встречаются и в глубоководных регионах, а также в пресной воде.
У клешненосных осликов цилиндрообразное тело, поделенное на сегменты. Первые два сегмента торакса из них покрыты карапаксом. На первой паре ног расположены клешни. Остальные пары служат фильтрованию пищи из воды. Глаза расположены на выступах или же вообще отсутствуют. Как правило, клешненосные ослики маленькие, и их величина составляет от 1 до 2 мм. Самые крупные виды достигают 20 мм.

## Классификация
Отряд подразделяют на следующие подотряды и семейства:
Anthracocaridomorpha Sieg, 1980
- Anthracocarididae Schram, 1979
- Niveotanaidae Polz, 2005

Apseudomorpha Sieg, 1980
- Apseudoidea Leach, 1814

- Apseudellidae Gutu, 1972
- Apseudidae Leach, 1814
- Gigantapseudidae Kudinova-Pasternak, 1978
- Kalliapseudidae Lang, 1956
- Metapseudidae Lang, 1970
- Numbakullidae Gutu & Heard, 2002
- Pagurapseudidae Lang, 1970
- Pagurapseudopsididae Gutu, 2002
- Parapseudidae Gutu, 1981
- Sphaeromapseudidae Larsen, 2011
- Sphyrapidae Gutu, 1980
- Tanzanapseudidae Bačescu, 1975
- Whiteleggiidae Gutu, 1972

- Cretitanaoidea Schram, Sieg, Malzahn, 1983

- Cretitanaidae Schram, Sieg, Malzahn, 1983

- Jurapseudoidea Schram, Sieg & Malzahn, 1986

- Jurapseudidae Schram, Sieg & Malzahn, 1986

Neotanaidomorpha Sieg, 1980
- Neotanaidae Lang, 1956

Tanaidomorpha Sieg, 1980
- Tanaoidea Dana, 1849

- Tanaidae Dana, 1849

- Paratanaoidea Lang, 1949

- Agathotanaidae Lang, 1971
- Anarthruridae Lang, 1971
- Colletteidae Larsen & Wilson, 2002
- Cryptocopidae (McLelland, 2008 MS) Bird & Larsen, 2009
- Leptochelidae Lang, 1973
- Leptognathiidae Lang, 1976
- Nototanaidae Sieg, 1976
- Mirandotanaidae Blazewicz-Paszkowycz & Bamber, 2009
- Paratanaidae Lang, 1949
- Pseudotanaidae Sieg, 1976
- Pseudozeuxidae Sieg, 1982
- Tanaellidae Larsen & Wilson, 2002
- Tanaissuidae Bird & Larsen, 2009
- Teleotanaidae Bamber, 2008
- Typhlotanaidae Sieg, 1986

- Tanaidomorpha incertae sedis

- Alavatanaidae Vonk & Schram, 2007